# Daniel Flaherty
Daniel Flaherty (Glen Rock, 11 giugno 1993) è un attore statunitense.

## Filmografia

### Attore

#### Cinema
- My First Kiss, regia di Atsuhiro Yamada (2005) - Cortometraggio
- Chords, regia di Sara Wolkowitz (2008) - Cortometraggio
- Take Out, regia di Bridget Savage Cole (2010) - Cortometraggio
- Spark, regia di Bridget Savage Cole e Bajir Cannon (2010) - Cortometraggio
- Skins: Reverse Party, regia di Evan Silver (2011) - Cortometraggio
- Il matrimonio che vorrei (Hope Springs), regia di David Frankel (2012)
- Parklife, regia di Adam Volerich (2013) - Cortometraggio
- Paradise, regia di Diablo Cody (2013)
- Seldom Sunday, regia di Mitch Blummer (2013) - Cortometraggio
- Contest, regia di Anthony Joseph Giunta (2013)
- The Wolf of Wall Street, regia di Martin Scorsese (2013)
- Hits, regia di David Cross (2014)
- Annie - La felicità è contagiosa (Annie), regia di Will Gluck (2014)
- Le verità sospese (The Adderall Diaries), regia di Pamela Romanowsky (2015)
- King Jack, regia di Felix Thompson (2015)
- Va a finire che ti amo (Naomi and Ely's No Kiss List), regia di Kristin Hanggi (2015)
- Anatomy of the Tide, regia di Joel Strunk (2015)
- Broken Soldier, regia di Matthew Coppola (2016)
- Goat, regia di Andrew Neel (2016)
- The Transfiguration, regia di Michael O'Shea (2016)
- The Eyes, regia di Robbie Bryan (2017)
- The Meyerowitz Stories (New and Selected), regia di Noah Baumbach (2017)
- November Criminals, regia di Sacha Gervasi (2017)
- Ask for Jane, regia di Rachel Carey (2018)
- The Garden Left Behind, regia di Flavio Alves (2018)
- Il processo ai Chicago 7 (The Trial of the Chicago 7), regia di Aaron Sorkin (2020)

#### Televisione
- Skins Webisodes – serie TV, episodi 1x1-1x5 (2011)
- Skins – serie TV, 10 episodi (2011)
- Criminal Intent (Law & Order: Criminal Intent) – serie TV, episodi 10x1 (2011)
- Unforgettable – serie TV, episodi 1x10 (2011)
- Nurse Jackie - Terapia d'urto (Nurse Jackie) – serie TV, 4 episodi (2013)
- Unrelated – serie TV, episodi 1x10-1x12-1x13 (2014)
- The Leftovers - Svaniti nel nulla (The Leftovers) – serie TV, episodi 1x1-1x4-1x7 (2014)
- Death Pact, regia di Randall Einhorn (2014)
- Ciak, si canta (Fan Girl), regia di Paul Jarrett – film TV (2015)
- Eye Candy – serie TV, episodi 1x4 (2015)
- The Night Of - Cos'è successo quella notte? (The Night Of) – serie TV, episodi 1x7 (2016)
- The Americans – serie TV, 23 episodi (2013-2017)

### Doppiatore
- L'era glaciale 4 - Continenti alla deriva (Ice Age: Continental Drift), regia di Steve Martino e Mike Thurmeier (2012)

## Doppiatori italiani
Nelle versioni in italiano delle opere in cui ha recitato, Daniel Flaherty è stato doppiato da:
- Mattia Nissolino in Skins
- Daniele Giuliani ne Il matrimonio che vorrei
- Manuel Meli in The Americans
- Jacopo Calatroni in Va a finire che ti amo
- Alessio Nissolino in November Criminals
- Roberto Fedele ne Il processo ai Chicago 7